# 2 серпня
2 серпня — 214-й день року (215-й у високосні роки) за григоріанським календарем. До кінця року залишається 151 день.

## Свята і пам'ятні дні

### Міжнародні
- Міжнародний день голокосту ромів

### Національні
- Північна Македонія: Національне свято Північної Македонії. День республіки
- В Гаяні  — День свободи.
- У ДР Конго вшановується пам'ять жертв Другої конголезької війни, що забрала життя до 5,4 млн осіб. Ще понад 2 млн осіб стали біженцями.

### Релігійні

#### Християнство
Католицизм
- День Пресвятої Діви Марії, Цариці ангелів
- День Святого Стефана I.
- День Святого Євсевія з Верчеллі.

Православ'я
- Перенесення з Єрусалима до Константинополя мощей першомученика архідиякона Стефана і знайдення мощей праведних Никодима, Гамаліїла і сина його Авіва.
- Священномученика Стефана, папи Римського, та інших з ним.

## Іменини
- ✝  Католицькі: Август
- ✙ Православні: Степан[1]

## Події
- 216 до н. е. — у битві під Каннами карфагенський полководець Ганнібал розгромив 80-тисячне римське військо і завдав найважчої поразки Риму за всю історію його існування.
- 47 до н. е. — біля м. Зели Гай Юлій Цезар «прийшов, побачив, переміг» («лат. Veni, vidi, vici») царя Боспорського царства Фарнака ІІ.
- 1377 — через масове сп'яніння московське військо було розбите татарським царевичем Арапшою.
- 1519 — 40-тисячне кримськотатарське військо Багатур-Салтана розбило у битві під Сокалем 20-тисячне військо литовського гетьмана Костянтина Острозького
- 1727 — російський імператор Петро II видав указ про відновлення виборної посади гетьмана Малоросії. Ліквідація малоросійської колегії та відновлення посади гетьмана були поступками козацтву, послуги якого, у війні з Османською імперією, знову знадобилися Російській імперії, проте, «виборність» перетворена на фікцію, адже у наказі зазначалося, що гетьманом повинен бути обраний Данило Апостол
- 1763 — російська імператриця Катерина II підписала Маніфест рос. «О дозволении всем иностранцам, в Россию въезжающим, поселяться в которых губерниях они пожелают и о дарованных им правах»
- 1776 — відбулась церемонія підписання Декларації незалежності 13 північноамериканських колоній, яка була прийнята 4 липня Континентальним конгресом
- 1791 — у Відні Жан-П'єр Бланшар провів перші успішні випробування парашута: з повітряної кулі він скинув домашніх тварин.
- 1802 (14 термідора Х року) — Наполеон Бонапарт був проголошений довічним Першим консулом.
- 1865 — у видавництві Макміллана вийшло перше видання книги Льюїса Керрола «Пригоди Аліси в країні Чудес».
- 1887 — Ровелл Ходж запатентував колючий дріт.
- 1909 — на озброєння армії США прийнятий перший військовий літак, побудований братами Райт
- 1914 — Перша світова війна: Королівство Італія оголосило про свій нейтралітет в європейському конфлікті.
- 1914 — Імперська армія Німеччини вдерлась до Люксембурґа
- 1914 — у Львові українські політичні партії об'єдналися в Головну українську раду.
- 1914 — створено Бойову управу українських січових стрільців — організаційно-координаційний центр легіону УСС.
- 1917 — вперше була здійснена посадка літака «Сопвіч» на палубу корабля британських військово-морських сил «Furious».
- 1918 — Гетьман України Павло Скоропадський затвердив закон про створення фонду Національної бібліотеки Української держави.
- 1918 — британський експедиційний корпус висадився в Архангельську.
- 1919 — повертаючись в Україну, загинув в авіакатастрофі під Ратибором (Сілезія) Дмитро Вітовський.
- 1930 — на навчаннях Московського військового округу вперше висаджений повітряний десант. Згодом цей день став відзначатися в СРСР, а тепер у Росії як День повітрянодесантних військ.Будівництво Біломорсько-Балтійського каналу влітку 1932 р.
- 1933 — став до ладу Біломорсько-Балтійський канал (першопочаткова назва — «Біломорсько-Балтійський канал імені Сталіна», відоміший за скороченням «Біломорканал»). Збудований у рекордно короткий термін, за 1 рік і 9 місяців, руками в'язнів ГУЛАГу. За різними даними, під час будівництва померло до 200 тисяч робітників.
- 1939 — Альберт Ейнштейн надіслав президенту США Франкліну Рузвельту листа, в якому поінформував про роботу нацистських фізиків із створення атомної зброї та закликав розпочати в США дослідну програму.
- 1940 — Верховна Рада СРСР ухвалила закон про перетворення Молдавської АРСР у складі УРСР на окрему Молдавську РСР (до її складу увійшла більша частина щойно приєднаної до СРСР Бессарабії)
- 1940 — Верховна Рада СРСР ухвалила закон про включення Північної Буковини, а також Хотинського, Аккерманського та Ізмаїльського повітів Бессарабії, які від Румунського королівства перейшли до СРСР, до складу УРСР.
- 1940 — бригадний генерал Шарль де Голль, який після капітуляції Французької республіки залишив країну, із Лондона закликав усіх патріотів продовжувати збройну боротьбу з нацистською Німеччиною.
- 1941 — на територію СРСР увійшли перші італійські війська.
- 1943 — відбулося повстання і втеча ув'язнених у концентраційному таборі «Треблінка». Знищено крематорій. Більш двохсот утікачів були убиті або повернуті до табору.
- 1945 — завершилася Потсдамська конференція.
- 1949 — академік В. Філатов у клініці Українського експериментального інституту очних хвороб в Одесі зробив тисячну операцію з пересадки рогівки.
- 1953 — у Києві відкрито дитячу залізницю.
- 1964 — Тонкінський інцидент, що спричинив ескалацію війни у В'єтнамі
- 1970 — у Белфасті британська армія вперше застосувала гумові кулі проти північних ірландців.
- 1989 — трагедія на Київському головпоштамті, внаслідок якої загинуло 11 людей.
- 1990 — о 14:00 за місцевим часом іракські війська напали на Кувейт.
- 1990 — У Дніпропетровську розпочалися Дні козацької слави, присвячені 500 річчю українського козацтва.
- 1991 — Сполучені Штати Америки визнали незалежність Латвії, Литви та Естонії.
- 1999 — збройні загони на чолі з Шамілем Басаєвим і Хаттабом перейшли на територію Дагестану; початок другої чеченської війни.
- 2001 — генерал Радіслав Крстіч, командувач дринського корпусу армії боснійських сербів, засуджений Гаазьким трибуналом до ув'язнення на строк 46 років за геноцид мусульман у Сребрениці (Боснія і Герцеговина) в липні 1995 року
- 2005 — катастрофа літака Airbus A340 французьких авіаліній в аеропорту Торонто. Без жертв.
- 2006 — в Йоганнесбургу (ПАР) уперше за останні 25 років випав сніг
- 2009 — 15 осіб загинуло у авіакатастрофі Merpati Nusantara Airlines Flight 9760 в індонезійській провінції Папуа
- 2014 — суд Тбілісі заочно арештував екс-президента Михаїла Саакашвілі у справі перевищення службових повноважень[2]
- 2017 — у США набрав чинності ухвалений обома палатами Конгресу Закон № 3364 про протидію агресії Росії, КНДР та Ірану
- 2020 — від МКС повернулася капсула Crew Dragon із двома американськими астронавтами на борту, які брали участь у місії SpaceX DM-2 (перший політ людей на приватному космічному кораблі)
- 2022 — Ненсі Пелосі відвідала Тайвань
- 2024 — російський підводний човен Б-237 «Ростов-на-Дону» був уражений українськими ракетами в порту Севастополя, після чого затонув.

## Народились

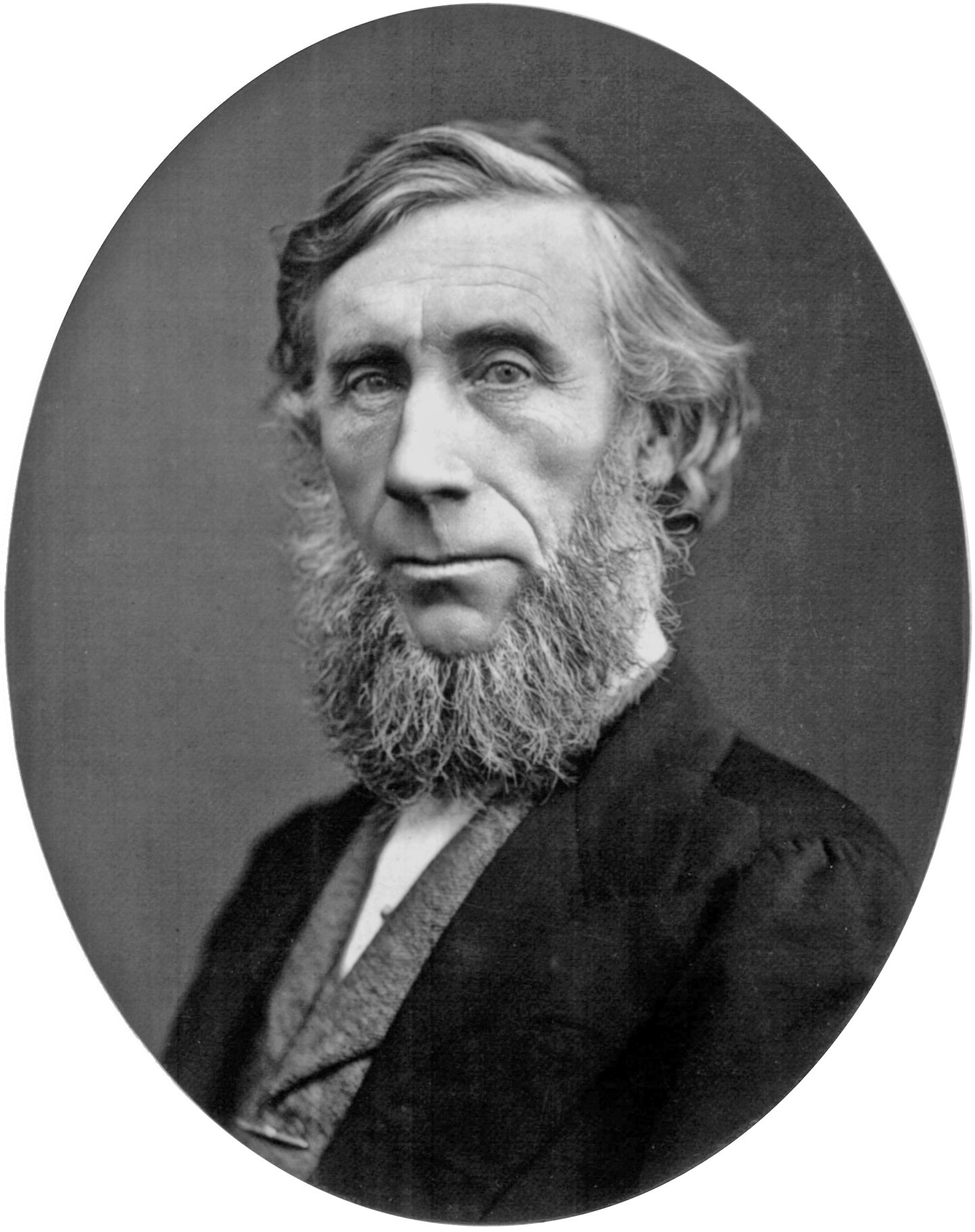
Джон Тіндаль

Дивись також Категорія:Народились 2 серпня
- 1627 — Самюел ван Гоґстратен, нідерландський (голландський) художник, гравер, письменник, теоретик мистецтва.
- 1820 — Джон Тіндаль, видатний ірландський фізик, вперше детально дослідив розсіювання сонячного світла атмосферою, пояснив блакитний колір неба.
- 1834 — Фредерік Бартольді, французький скульптор XIX століття. Автор скульптури «Свободи» в гавані міста Нью-Йорк.
- 1835 — Еліша Грей, американський винахідник, що спізнився запатентувати телефон (його на декілька годин випередив Александер Грем Белл)
- 1888 — Кость Буревій, український поет, драматург, публіцист, есер, член Центральної Ради (розстріляний комуністами 15 грудня 1934 року)
- 1924 — Олександр Хмельницький, український живописець.
- 1932 — Пітер О'Тул, британський актор ірландського походження, відомий за фільмами «Лоуренс Аравійський», «Калігула», «Останній імператор».
- 1942 — Ісабель Альєнде, чилійська письменниця.
- 1993 — Сергій Нігоян, учасник і один із бійців 3-ї сотні Самооборони Майдану, вбитий під час протистояння на вулиці Грушевського в Києві.

## Померли
Дивись також Категорія:Померли 2 серпня
- 1079 — Роман Святославич, Тмутороканський князь.
- 1788 — Томас Гейнсборо, англійський художник на зламі епох бароко, рококо, класицизму.
- 1799 — Жак-Етьєнн Монгольф'є, архітектор, молодший з двох братів Монгольф'є, винахідників «монгольф'єрів»; 1783 року брати Монгольф'є піднялися в повітря на повітряній кулі, наповненій гарячим повітрям.
- 1871 — Микола Закревський український історик, письменник.
- 1919 — Дмитро Вітовський, український політик, військовик і літератор, сотник Легіону Українських Січових Стрільців, полковник, начальний командант УГА, Державний секретар військових справ ЗУНР
- 1921 — Енріко Карузо, італійський оперний співак
- 1922 — Александер Грем Белл, американський вчений, винахідник телефону
- 1923 — Воррен Гардінг, 29-й президент США з 1921 по 1923, зорганізував допомогу УСРР під час першого більшовицького голодомору
- 1936 — Луї Блеріо, французький винахідник і авіатор, який на літаку власної конструкції першим перетнув Ла-Манш 25 липня 1909.
- 1945 — П'єтро Масканьї, італійський оперний композитор, представник веризму.
- 1955 — Воллес Стівенс, американський поет, німецько-голландського походження. Лауреат Пулітцерівської премії (1955)
- 1961 — Олександр Білецький, український літературознавець. Батько Андрія і Платона Білецьких.
- 1994 — Люсіль Спенн, американська співачка.
- 1997 — Вільям Берроуз, американський письменник з «покоління бітників».
- 1998 — Караванська Ніна Антонівна, українська правозахисниця, науковиця мікробіологиня.